# De Groenen
De Groenen (deutsch Die Grünen) ist eine grüne Partei in den Niederlanden.
Auf europäischer Ebene war die Partei lange Zeit fester Bestandteil der grünen Zusammenschlüsse. De Groenen gehörte dem Bündnis EGP an und ist seit November 2017 kein Mitglied mehr in der EGP.

## Geschichte
Die Partei wurde am 17. Dezember 1983 unter dem Namen Europese Groenen gegründet. 1985 wurde der Name in Federatieve Groenen und 1989 in De Groenen geändert.
Bei der Europawahl am 22. Mai 2014 holten De Groenen 10.835 Stimmen (0,23 %).
Seit der Wahl vom 18. März 2015 waren De Groenen mit einem Mitglied im Parlament des Waterschap Amstel, Gooi en Vecht vertreten. Diesen Sitz verloren sie bei der Wahl 2023.

## Ausrichtung
De Groenen sind eine Partei mit dem Schwerpunkt Ökologie. Im Gegensatz zu der Partei GroenLinks sind De Groenen strikt pazifistisch und befürworten ein bedingungsloses Grundeinkommen.

## Wahlergebnisse
| Jahr | Wahl                  | Stimmenanteil | Sitze |
| ---- | --------------------- | ------------- | ----- |
| 1984 | Europawahl 1984       | 1,27 %        | 0/25  |
| 1986 | Parlamentswahl 1986   | 0,20 %        | 0/150 |
| 1989 | Parlamentswahl 1989   | 0,35 %        | 0/150 |
| 1994 | Parlamentswahl 1994   | 0,15 %        | 0/150 |
| 1994 | Europawahl 1994       | 2,35 %        | 0/31  |
| 1995 | Senatswahl 1995 1     |               | 1/75  |
| 1998 | Parlamentswahl 1998   | 0,19 %        | 0/150 |
| 1999 | Senatswahl 1999 2     |               | 1/75  |
| 2009 | Europawahl 2009       | 0,19 %        | 0/25  |
| 2014 | Europawahl 2014       | 0,23 %        | 0/26  |
| 2019 | Europawahl 2019       | 0,17 %        | 0/26  |
| 2021 | Parlamentswahl 2021   | 0,00 %        | 0/150 |
| 2023 | Parlamentswahl 2023 3 | 0,09 %        | 0/150 |
| 2024 | Europawahl 2024 3     | 0,38 %        | 0/150 |